# Cosmos SX 506
Le Cosmos SX 506 est un sous-marin tactique, développé en Italie par le chantier naval COSMOS, et acquis par la marine nationale colombienne en 1974.

## Historique
La marine nationale colombienne, confrontée à la nécessité de pouvoir prévenir des attaques contre les installations portuaires et pétrolières dans la région du golfe du Venezuela, ou mener de telles attaques, décide d’acquérir des sous-marins à usage essentiellement offensif, avec la possibilité d’être utilisés comme méthode de défense dissuasive. Telle est la nature de l’arme, selon les informations fournies par son constructeur, Astilleros COsMOs de Livourne. Le but principal de cette acquisition était d’assurer une défense efficace et à faible coût contre d’éventuelles incursions navales du Venezuela. Par appel d'offres public, 2 unités de type SX-506 sont acquises. Un navire-mère, l’ARC Mayor Jaime Arias Arango, est également en cours de construction dans le but de les transporter et de leur fournir des services.

## Fonctionnalités
Les SX-506 possèdent un sas pour permettre aux unités d’attaque (nageurs de combat ou commandos sous-marins) de mener des opérations de combat, en étant en immersion totale. Ils servent aussi pour quitter le sous-marin en cas d’urgence. 

## Spécifications techniques
Ces données sont celles qui correspondent au modèle utilisé dans la marine nationale colombienne :
- Propulsion : 
  - moteur Diesel Cummins de 300 ch
  - Vitesse maximale : 7 nœuds
  - Générateur électrique de 75 ch
  - Batteries de 120 V - 1100 Ampères
  - Batteries de 24 V - 1100 Ampères
  - 1 hélice
- Déplacement : 75 tonnes en surface, 90 t en immersion
- Équipage : 5 hommes
- Autonomie : 20 jours
- Dimensions
  - Longueur 23 m
  - Maître-bau 2,02 m
  - Tirant d'eau 4 m
- Armement : 8 charges explosives de 50 kg à 2050 kg, incluant les charges explosives à bord des chariots 
 6 mines MK-21, 8 mines MK-50
- Autres équipements : 2 bateaux chariots ayant une capacité de transport de 8 commandos sous-marins et des charges explosives pour chaque sous-marin (l’un de ces bateaux a été perdu dans un accident, réduisant à 75% la capacité de déploiement initiale).

## Utilisateurs
La liste suivante comprend les pays qui utilisent un modèle dérivé et/ou le même modèle dans leur marine et/ou leur force navale:

### Colombie
SX-506 (1973) : 2 unités
- ARC Intrépido (S-21)
- ARC Indomable (S-22)

## Corée du Sud
- SX-506 (198?) : 2 unités
- SX-756/K (1988) : 9 unités [4]

## Pakistan
- SX-404/B (1972) : 6 unités [5]
- SX-756/W (1985) : 3 unités

## Irak
- SX-756/W (1989) : 2 unités. Ces sous-marins n’ont pas été livrés, en raison de l’état de guerre contre l'Iran.
- SX-756/S (1989) : 1 unité. Ce sous-marin n’a pas été livré, en raison de l’état de guerre contre l’Iran.

## Taïwan
- SX-404 (1969) : 2 unités